# Петтигрю, Джеймс
Джеймс Джонстон Петтигрю (англ. James Johnston Pettigrew; 4 июля 1828, округ Тиррелл, Северная Каролина — 17 июля 1863, Банкер-Хилл, Виргиния) — американский публицист, юрист, лингвист, дипломат и генерал армии Конфедерации в годы Американской гражданской войны. Он возглавлял атаку Пикетта и был убит через несколько дней после сражения при Геттисберге, при отступлении армии Конфедерации в Виргинию.

## Ранние годы
Джеймс Джонстон Петтигрю был сыном Эбенезера и Энн-Шеппард Петтигрю, он родился в округе Тирелл (штат Северная Каролина). Его отец был из богатой семьи, ведущей своё происхождение от французских гугенотов. Его мать была двоюродной сестрой матери будущего федерального генерала Джона Гиббона, так что Петтигрю и Гиббон были троюродными братьями. В 15 лет Джеймс поступил в Университет Северной Каролины в Чапел-Хилл. Он интересовался математикой и классическими языками, состоял в Филантропическом обществе. Также он был первым в боксе и фехтовании. Он произвёл хорошее впечатление на президента Джеймса Полка, который зачислил его в военно-морскую обсерваторию. Позже он изучал право в Балтиморе и совершил небольшое путешествие в Германию, где изучал гражданское право. Он семь лет путешествовал по Европе, выучил французский, немецкий, итальянский и испанский языки, а также мог читать на греческом, иврите и арабском. Он составил описание своей поездки: «Notes on Spain and the Spaniards». Некоторое время провел на дипломатической службе.
В 1856 году он вернулся в США и был избран в легислатуру штата Южная Каролина. Несмотря на способности к иностранным языкам и гражданским наукам, Петтигрю стал изучать военное дело, в котором видел возможность служить своей стране и своему штату. В декабре 1860 года он служил помощником губернатора Южной Каролины, а в апреле 1861 участвовал в переговорах между губернатором, военным департаментом и командованием форта Самтер в Чарльзтонской гавани.

## Гражданская война
Когда началась война, в Южной Каролине начал формироваться «Легион Хэмптона», и Петтигрю вступил в него добровольцем. Однако он очень скоро он стал полковником и назначен командиром 1-го Южнокаролинского полка ополчения. Позже он вернулся в Северную Каролину и принял командование над 12-м Северокаролинским пехотным полком (позже переименован в 22-й). Президент Дэвис и генерал Джонстон предлагали ему занять более высокий пост, но он отказался, сославшись на отсутствие военного опыта. Тем не менее, скоро возникла острая потребность в квалифицированных офицерах, и Петтигрю был направлен в Виргинию, где 26 февраля 1862 года получил звание бригадного генерала. Его бригада состояла из трёх полков и одного батальона:
- Арканзасский батальон
- 35-й Джорджианский пехотный полк
- 22-й Северокаролинский пехотный полк
- 47-й Вирджинский пехотный полк

Однажды, когда юный родственник попросил «безопасного места» в штабе Петтигрю, тот ответил: «Я вас уверяю, самое небезопасное место в бригаде как раз возле меня. Лучше всего вам перестать думать о таком безопасном месте. Опасный путь есть без сомнения путь к славе».

### Кампания на полуострове
Летом 1862, во время Кампании на полуострове, бригада Петтигрю входила в состав дивизии Густавуса Смита и участвовала в сражении при Севен-Пайнс, где Петтигрю был серьёзно ранен. Пуля Минье повредила ему горло и плечо. Он был близок к смерти и, когда он уже лежал раненый, получил ещё одно ранение пулей в руку и штыком в ногу. Считая свои раны смертельными, Петтигрю не разрешил офицерам отправить себя в тыл. Он остался умирать на поле боя, однако выжил и попал в плен. Через два месяца он вернулся в результате обмена военнопленными и, восстанавливая силы, командовал бригадой из дивизии Дэниэля Хилла под Ричмондом. Зимой принял командование бригадой в Северной Каролине и южной Виргинии. Он вернулся в свою бригаду в июне 1863 года, как раз к началу Геттисбергской кампании.

### Геттисбергская кампания
Во время Геттисбергской кампании бригада Петтигрю состояла из 4-х северокаролинских полков:
- 11-й Северокаролинский пехотный полк, полковник Колетт Ливенторп
- 26-й Северокаролинский пехотный полк, полковник Генри Бургвейн
- 47-й Северокаролинский пехотный полк, полковник Джордж Фэриболт
- 52-й Северокаролинский пехотный полк, полковник Джеймс Маршалл

Военный департамент присоединил бригаду Петтигрю к Северовирджинской армии генерала Ли, и Петтигрю отправился во Фредериксберг в конце мая. Его бригада была самой сильной в дивизии Генри Хета (из корпуса Э. Хилла). В новой форме, полностью укомплектованные нарезными винтовками, его полки выделялись за все время маршей через Мэриленд и Пенсильванию. Некоторые полковые офицеры происходили из семей северокаролинских аристократов-плантаторов, как например полковник Коллетт Левенторп или 21-летний Гарри Бургвейн, возглавлявший 26-й Северокаролинский полк, самый крупный полк в бою под Геттисбергом. Эта бригада почти год не участвовала в боевых действиях и насчитывала 2500 солдат и офицеров.
В 1-й день сражения при Геттисберге бригада Петтигрю столкнулась с федеральной «Железной» бригадой 1 июля 1863 возле Хербст-Вудс, западнее Геттисберга. В этом бою серьёзно пострадали все полки бригады, потеряв около 40 % своего состава. Ранен был полковник Ливенторп, убит Генри Бургвейн.
Однако бригаде удалось отбросить федеральные войска от хребта Макферсона. Когда в полдень был ранен генерал Хет, командование дивизией принял Петтигрю. Он постарался реорганизовать потрепанную дивизию за второй день сражения, пока она стояла на позициях перед Семинарским хребтом.

### Атака Пикетта

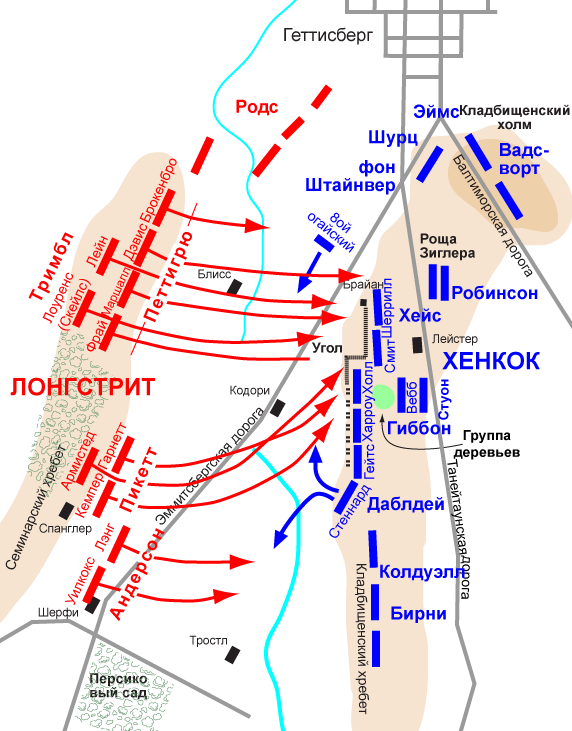
Дивизия Петтигрю во время Атаки Пикетта

3 июля генерал Ли выбрал дивизию Петтигрю для наступления на левом фланге в атаке, известной сейчас как атака Пикетта. Эту атаку иногда ещё называют «атакой Пикетта — Петтигрю — Тримбла». Это было ошибкой генерала Ли — он не посоветовался с Петтигрю и не знал о тяжелом состоянии его дивизии.
Как только началось наступление, дивизия попала под убийственный обстрел. Под Петтигрю была убита лошадь и он продолжил атаку пешком. Когда дивизия приблизилась на 100 метров к каменной стене (за которой стояли части Джона Гиббона, родственника Петтигрю), генерал получил несколько ранений шрапнелью. Несмотря на боль, Петтигрю остался со своими солдатами, пока не стало понятно, что атака не удалась. Придерживая окровавленную руку, он вернулся на исходные позиции и встретил генерала Ли. Он хотел что-то сказать, но Ли заговорил первым: «Генерал, я сожалею, что вы ранены, отправляйтесь в тыл». Отдав честь, Петтигрю молча пошёл в тыл.

### Гибель
Петтигрю продолжал замещать Хета на должности командира дивизии во время отступления армии к реке Потомак. Во время переправы армии через Потомак возле Фоллинг-Уотерс, бригада Петтигрю осуществляла прикрытие. Когда 14 июля приблизились федеральные силы, бригада Петтигрю была последней частью на северном берегу реки. Стоя в первой линии, Петтигрю руководил стрельбой, и в это время он был застрелен федеральным кавалеристом из Мичиганской бригады. Он был ранен в живот, его немедленно переправили через Потомак в тыл. Через три дня он умер возле городка Банкер-Хилл (штат Западная Виргиния). Его бригада, потеряв около 56 % своего состава, фактически перестала существовать как боевая единица.

## В кино
В 1993 году в фильме «Геттисберг» в роли генерала Петтигрю снялся австралийский актёр Джордж Лэзенби, более известный как исполнитель роли Джеймса Бонда.